# Huang Hongpin
Huang Hongpin (黄红玭S, Huáng HóngpínP; Nanning, 23 aprile 1989) è un'ex cestista cinese.

## Carriera
Con la Cina ha preso parte ai Giochi della XXXI Olimpiade.